# Pyroklastiskt flöde

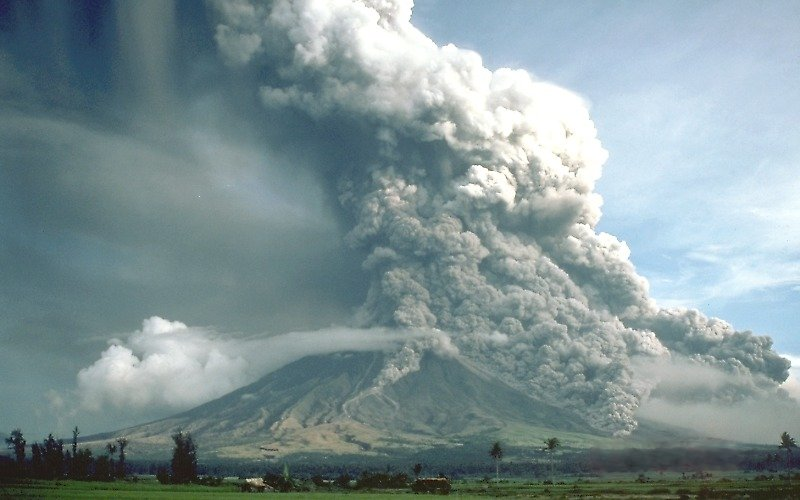
Pyroklastiska flöden forsar fram nedför vulkanen Mayons sidor på Filippinerna.

Ett pyroklastiskt flöde, som även kallas askflöde, glödmoln, eller glödande lavin är en ytterst farlig vulkanisk lavin, ett snabbrörligt, ofta glödande, utsläpp av gas, aska, och sten, i samband med ett vulkanutbrott (en samlande term på fast vulkaniskt material är pyroklastiskt material eller tefra).  
Det bildas ofta genom att lava från ett tidigare utbrott har täppt till ett vulkanrör, som sedan håller emot trycket underifrån till en viss gräns. När trycket underifrån blir tillräckligt stort exploderar vulkanen och släpper fram en ström av heta gaser, aska och sten. Dessa heta flöden kan beroende på sin sammansättning, volym, temperatur och den omgivande markens lutning komma upp till hastigheter runt 700 km/h. Då de kan vara cirka 1 100 grader C förbränns allt som kommer i deras väg.
Bergarter som kallas ignimbriter blir till av det svalnade materialet från pyroklastiska flöden.

## Historia
Den värsta kända katastrof som har hänt med pyroklastiska flöden är 1902 den 8 maj då Mont Pelée frigjorde ett flöde som gled ner mot staden Saint-Pierre på ön Martinique med en rasande fart och på mindre än två minuter hade 30 000 människor bränts ihjäl i flödet utan förvarning. Endast tre personer överlevde, av vilka två dog strax därefter. Den enda som dog senare, av andra orsaker, var fången Ludger Sylbaris som klarade sig undan med brännskador tack vare att han satt i fängelset, som hade brandsäkra väggar.